# Red Hot Chilli Pipers

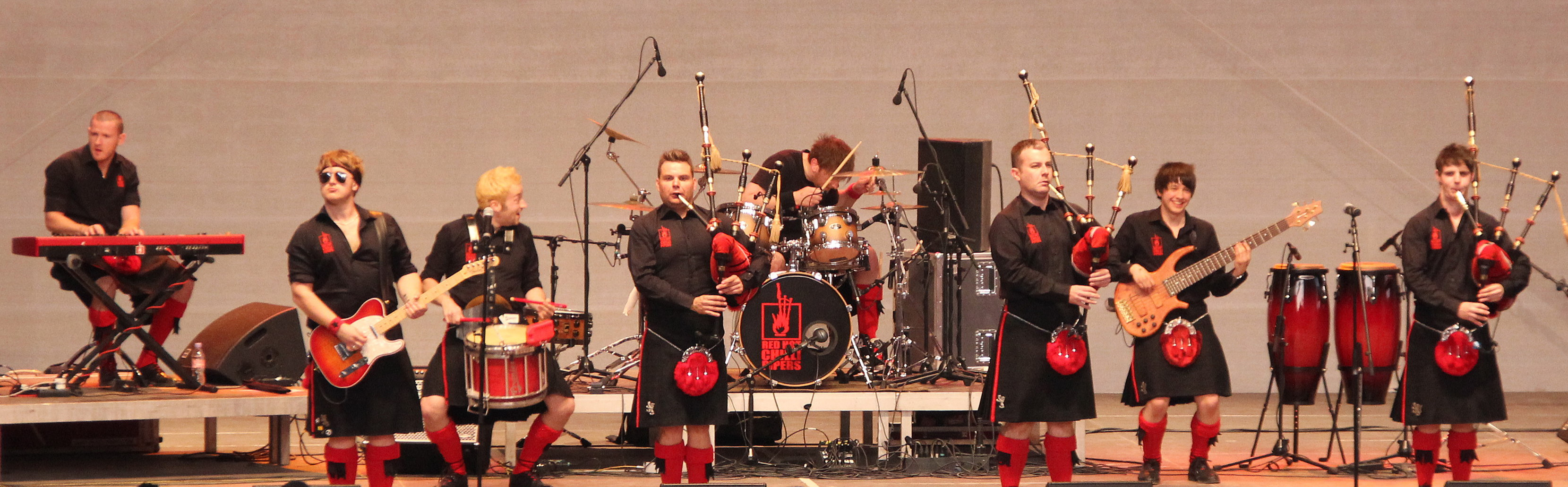
Red Hot Chilli Pipers выступают на концерте, проведённом в рамках Федеральной садовой выставки в Кобленце (2011)

Red Hot Chilli Pipers — ансамбль, состоящий из волынщиков, гитаристов, клавишников и барабанщиков, образованный в Шотландии в 2004 году. Они стали победителями шоу талантов When Will I Be Famous? на телеканале BBC One в 2007 году и дважды награждались премией Scots Trad Music Awards в номинации «Концертный состав года» (в 2007 и 2010 годах).
В состав группы тогда вошли: Стюарт Касселс, которого в 2005 году радиостанция BBC Radio Scotland назвала «народным музыкантом-новичком года», Стивен Грэм — дважды победитель мирового чемпионата по игре на малом барабане, остальные три участника недавно окончили Королевскую шотландскую академию музыки и драмы. В 2004 году группа играла на главной сцене фестиваля T in the Park. Позже они выступали на многих мероприятиях и фестивалях по всему миру. В 2010 году гитарист Грегор «G-Man» Джеймс покинул группу, чтобы организовать собственную под названием Bags of Rock; его заменил Ник Хорили.

## Дискография
- Bagrock to the Masses (2007)
- Blast Live (2008)
- Music for the Kilted Generation (2010)
- The Red Hot Chilli Pipers (2010)[3]
- Breathe (2013)